# エラミー作戦
エラミー作戦（エラミーさくせん、英：Operation ELLAMY）は、リビア飛行禁止空域に参加したグレートブリテン及び北アイルランド連合王国（以下、「イギリス」と記す）が行なった軍事作戦に付された、コードネームである。
この作戦は、「国際社会によるリビア上空の飛行禁止区域の設定と、市民を保護するために外国による占領を除いたあらゆる手段を取る」ことを容認する国際連合安全保障理事会決議1973に基づく、多くの国による軍事行動の一環である。
イギリス軍の行動はアメリカ軍の作戦指揮下にあった。
多国籍軍の合同作戦は、アメリカ合衆国ではオデッセイの夜明け作戦と名付けられた。同様にカナダではモバイル作戦、フランスではアルマッタン作戦とされた。
飛行禁止空域の設定は、2011年リビア内戦でのカダフィ政権軍による反カダフィ勢力に対する空爆が行なわれたことにより、提案された。
2011年3月19日、パリにおいて軍事行動を開始するための緊急首脳会議が開催された。

## 作戦の背景
国際連合安全保障理事会決議1973が2011年3月17日夕方に採択され、これに基づきリビア飛行禁止空域での軍事介入が認められた。2011年3月19日、パリにおいてEU加盟国、アメリカ合衆国などの代表者によるリビア情勢に関する緊急首脳会議が開催され、直ちに軍事行動に移る準備が始まった。
パリでの首脳会議の終了後に国際的な軍事行動が開始された。会議の終了数時間後の16時45分（グリニッジ標準時）にフランス空軍機によるリビア軍戦車への攻撃が行なわれ、多国籍軍のリビア・カダフィ政権に対する最初の攻撃となった。

## 展開部隊
- イギリス海軍[1]
  - 「ウエストミンスター (F-237)」 (en)、23型フリゲート[19]（帰還済[20]）
  - 「カンバーランド (F85)」、22型フリゲート （後にユニファイド・プロテクター作戦に転任した[21]）。
    - リンクス Mk.8 ヘリコプター 2機 （各フリゲート1機）
    - イギリス海兵隊 乗船部隊[要出典]

  - トライアンフ (S93)、トラファルガー級原子力潜水艦[22]（帰還済）
  - 「リヴァプール (D92)」、22型フリゲート[23]
- イギリス空軍
  - 統合軍航空部隊司令部 在アクロティリ空軍基地
  - 第906遠征航空団 司令部 在ジョーイア・デル・コッレ空軍基地[8]
    - タイフーン 多用途戦闘機 10機 カニングスビー空軍基地及びロイチャーズ空軍基地から[15]
    - トーネード GR4 地上攻撃・偵察機 12機 マーハム空軍基地から[1][4]

  - 第907遠征航空団司令部 在アクロティリ空軍基地[8]
    - セントリー AEW.1 早期警戒管制機 3機 ワディントン空軍基地から[24]
    - ニムロッド R1 電子偵察機 1機[25][Note 1]
    - レイセオン センチネル R1 電子偵察機 1機 ワディントン空軍基地[8]
    - ビッカース VC-10 空中給油機 2機 ブライズ・ノートン空軍基地から[26]

  - イギリスからの構成部隊
    - トーネード GR4 攻撃/戦闘機 マーハム空軍基地[1]
    - トライスター KC1 空中給油機 ブライズ・ノートン空軍基地から[8]

- 航空機攻撃の標的を確認するために特殊部隊が展開している可能性がある[27][28]

## 作戦行動の概要

### 1日目 - 2011年3月19日
3月19日午後、イギリス海軍のトラファルガー級原子力潜水艦トライアンフ (S93)がトマホーク巡航ミサイルを発射した。アメリカ軍と合わせてこの日110発以上の巡航ミサイルが発射されたとアメリカ合衆国から発表された。また、イギリス海軍の22型フリゲートカンバーランド (F85)及び23型フリゲートウエストミンスター (F-237) (en)が海上封鎖に従事した。
デーヴィッド・キャメロン首相は、19日にイギリス軍機が活動したことを確認した、同じ日でそれより先にフランス空軍機が多国籍軍中で最初に活動していた。
セントリー AEW.1、センチネル R1及びビッカース VC-10の各航空機はキプロスのアクロティリ空軍基地から作戦に参加するよう告げられた。VC-10はオックスフォードシャーのブライズ・ノートン空軍基地をセンチネル及びセントリーはリンカンシャーのワディントン空軍基地をホームベースとしていた。
2011年3月19-20日の夜に、トーネード GR4 はストーム・シャドウ巡航ミサイルを装備した。第9飛行隊所属のトーネードはマーハム空軍基地から4,800km（3,000マイル）離れたリビアへ出撃し、リビアの標的に向けてストーム・シャドウ巡航ミサイルを発射する任務を行なった。
トーネードは往路に3回、復路に1回イギリス軍の空中給油を必要とした。そしてこの給油にはトライスター KC1があたった。

### 2日目 - 2011年3月20日
国防省はトーネードとタイフーンをイタリアのジョーイア・デル・コッレ空軍基地に展開させると発表した。
トラファルガー級原子力潜水艦トライアンフはトマホーク巡航ミサイルをさらにリビアの目標に対して発射した。
マーハム基地から出撃したトーネード GR4は攻撃目標の近くに民間人がいるということで、攻撃を断念した。

### 3日目 - 2011年3月21日
3月21日、キャメロン首相はイギリス下院に対し国連安全保障理事会決議をめぐる議論の開始時に、飛行禁止空域の設定のためにイタリアのジョーイア・デル・コッレ空軍基地へイギリス空軍のタイフーンを展開させ出撃させていたと発言した。3機のタイフーンは任務を果たし、ジョーイア・デル・コッレ空軍基地に戻った。
ジョーイア・デル・コッレ空軍基地に第906遠征航空団司令部が編成され、前線の展開戦力の指揮にあたることとなった。アクロティリ空軍基地に第907遠征航空団司令部が編成され、同じく前線の展開戦力の指揮にあたることとなった。また、C-17A グローブマスター及びC-130 ハーキュリーズ輸送機が戦力の展開を支援するために使用された。

### 4日目 - 2011年3月22日
マーラム基地のトーネード GR4が飛行禁止空域の武装偵察任務に出撃している間に、イギリス空軍のタイフーンは初の戦闘任務に就いた。
国防省はイギリス海軍のトライアンフ、ウエストミンスター及びカンバーランドはさらに攻撃と哨戒のためにリビア沖の海域に留まったと発表した。

### 5日目 - 2011年3月23日
トーネード GR4は前線に近いジョーイア・デル・コッレ空軍基地へ配備された。
イギリス空軍部隊指揮官グレッグ・バグウェル空軍少将はメディアのインタビューで、「リビア空軍は既に戦闘力として存在せず、我々はリビア地上軍を監視下においており、リビア地上軍が民間人や人口密集地を攻撃するようであれば、リビア軍を攻撃することとなる。」と述べた。

### 6日目 - 2011年3月24日
潜水艦トライアンフから再びトマホーク巡航ミサイルが発射された。
武装偵察任務に就いていたブリムストーン対戦車ミサイルを装備したイギリス空軍のトーネードはアジュダービヤーで装甲車両が民間人に対し攻撃を行なっていると報告を受け、これを攻撃した。トーネードと他の多国籍軍僚機3機による攻撃で、4輌のT-72戦車が破壊された。標的となりそうな場所については、以前にRAPTOR（偵察用）ポッドを装備した別のトーネードにより識別されていた。

### 7日目 - 2011年3月25日
イギリス空軍のブリムストーン対戦車ミサイルを装備したトーネードは、ミスラタで3輌の装甲車両を破壊し、アジュタービヤーでは2輌以上の装甲車両を破壊した。

### 9日目 - 2011年3月27日
週末の間、ジョーイア・デル・コッレ空軍基地から種々の武器を搭載したトーネードは武装偵察の任務をこなし、その間アジュタービヤー及びミスラタ近郊で合計22輌の戦車、装甲車両及び大砲に武器を命中させた。

### 10日目 - 2011年3月28日
マーハム空軍基地から出撃したトーネードは、ブライズ・ノートン空軍基地のトライスター空中給油機の支援を受け、搭載したストーム・シャドウ巡航ミサイルでリビア南部砂漠地帯のサブハー地域にあるブンカーとなっている弾薬庫を攻撃した。弾薬庫はリビア北部の市民に対し攻撃を行なっているリビア政府軍へ弾薬を供給している拠点となっていると報告されていたものだった。

### 11日目 - 2011年3月29日
ウィリアム・ヘイグ外務大臣を議長として、リビア情勢に関するロンドン会議が開催された。
ジョーイア・デル・コッレ空軍基地から出撃したブリムストーン対戦車ミサイルを装備したトーネードは、ミスラタ近郊でリビア軍の装甲戦闘車両1輌と2門の大砲を攻撃した。

### 12日目 - 2011年3月30日
ジョーイア・デル・コッレ空軍基地から出撃したトーネードは、ミスラタ近郊でリビア軍戦車3輌、装甲戦闘車両2輌及び地対空ミサイル陣地をブリムストーンミサイルとペイブウェイIV爆弾で攻撃した。カンバーランドと交替にリヴァプールが派遣された。

### 13日目 - 2011年3月31日
3月31日06:00(GMT)から、NATOは合衆国アフリカ軍からリビア空域での作戦指揮も移譲され、ユニファイド・プロテクター作戦に統合された。

### 15日目 - 2011年4月2日
ペイブウェイIV爆弾を装備したイギリス空軍トーネードはカッザーフィー派軍に対して攻撃を行なった。この攻撃により、スルトで主力戦車 2輌とミスラタ近郊の飛行場で小型の対地攻撃機数機を破壊したと報告された。

### 16日目 - 2011年4月3日
ペイブウェイIV爆弾とブリムストーン対戦車ミサイルを装備したトーネードがスルト南方で10輌の戦闘装甲車両を攻撃しこれを破壊したと報告された。

### 17日目 - 2011年4月4日
マーハム空軍基地からエラミー作戦に投入されたトーネードの機数は4月4日までに8機から12機に増加した。トーネードはスルトに対して2つ別々の攻撃を行ない、ブリムストーン対戦車ミサイル 3発で主力戦車 1輌と 2基の地対空ミサイルランチャーを破壊した。

### 22日目 - 2011年4月9日
トーネードのペイブウェイIV爆弾とブリムストーン対戦車ミサイルにより、アジュダービヤーで2輌、ミスラタで5輌、合計7輌の戦車が破壊された。

## 使用されている艦船及び航空機
イギリス海軍と空軍は2011年3月19日に開始された軍事行動に参加した。